# Let's Celebrate
Let's Celebrate je první sólové album českého zpěváka, skladatele, textaře a hudebníka Martina Chodúra vydané v roce 2010 hudebním vydavatelstvím Sony Music. Na albu je celkem 11 skladeb, z toho deset nových (devět s anglickým textem z pera Martina Chodúra, jedna s českým textem ve spolupráci s Janou Rolincovou) a cover verze skladby Paparazzi od Lady Gaga, která zazněla v soutěži Česko Slovenská SuperStar v roce 2009. Kromě zmíněné cover verze je Martin Chodúr autorem hudby ke všem skladbám.

## Obal alba
Obálka alba i přiložený booklet obsahují snímky pořízené v Las Vegas v roce 2010. Autorem fotografií je známý slovenský fotograf Branislav Šimončík. Booklet obsahuje texty všech písní.

## Hudební recenze
Tomáš Parkan v recenzi pro musicserver.cz uznává, že Let's celebrate je nejlepší deska středního proudu, která u nás v posledních letech vznikla. Vyzdvihuje dokonalý hlas Martina Chodúra a dovednost umně namíchat pop s fragmenty stylů jako je jazz, swing, soul, funky nebo bossa nova a zakomponovat je do zdařilých melodií, které nepostrádají vkus. Petr Adámek ve své recenzi pro musicserver.cz považuje album za noblesní retro produkci oscilující mezi blues a swingem až k popu. Honza Průše pro stejný server hodnotí zejména zpěvákovu odvahu vystoupit ze zažitých formátů a standardů a být svůj. Tereza Vavroušková připodobňuje album Let's Celebrate ke stylu Michaela Bublého a hodnotí kladně českou skladbu Vím, jak to je, kterou považuje za jednu z nejzajímavějších na desce. Album Let's Celebrate se stalo nejstahovanějším albem roku 2010.

## Seznam skladeb
1. Let's celebrate
2. Sleeping with an angel
3. Forest
4. You got me
5. Save just a little for me
6. Karla
7. Meaning
8. Vím, jak to je
9. Who's gonna stop it now
10. Paparazzi
11. Things that have happened

## Výroba alba
- Aranžmá, Programování a Klávesy: Daniel Hádl (1.-10.),
- David Solař (11.)
- Bicí: Martin Valihora (1.-11.)
- Basa: Oskar Rózsa (1., 3. – 4., 6-9., 11.)
- Kytary: Josef Štěpánek (1.,8.,10.), Michal Bugala (1.-9.,11.)
- Smyčce: Orchestr DHS
- Dechy: Miroslav Surka (1., 8.), Vladimír Borysh Secký (1., 8.), Josef Pospíšil (1.,8.)
- Sbory: Jana Rybníčková (1.,4., 5., 8., 9.-10.)